# دنل رویوالک
دِنِل اِی اِچ ۲ رویوالک (به آفریکانس: Rooivalk) بالگرد تهاجمی ساخت شرکت دِنِل اَوییِشن کشور آفریقای جنوبی می‌باشد. اولین فروند از این بالگردها در ژوئیه سال ۱۹۹۹ میلادی به اسکادران شانزدهم مستقر در پایگاه نیروی هوایی بلومسپریت تحویل داده شد. این بالگردها سرانجام در پایان سال ۲۰۰۵ میلادی به توانایی عملیاتی اولیه (IOC) دست یافتند. نیروی هوایی آفریقای جنوبی (SAAF) دوازده فروند از گونه AH-2A آن را سفارش داده‌است.